# Kepler-41b
Kepler-41b es un exoplaneta que orbita a la estrella Kepler-41. Fue descubierto por el Telescopio Espacial Kepler en 2011.